# ミルナ・ペチ
ミルナ・ペチ（Mirna Peč, ドイツ語：Hönigstein）は、スロベニアの市である。